# Choi Sung-jae
Choi Sung-jae (en hangul, 최성재), es un actor y modelo surcoreano. 

## Biografía
Estudió en la Universidad Dongguk (en inglés Dongguk University).

## Carrera
Es miembro de "PAN STARS Company".
En 2016 se unió al elenco recurrente de la serie 1% of Anything, donde dio vida a Jung Sun-woo, el medio hermano de Jung Hyun-jin (Im Do-yoon).
En febrero del 2017 se unió al elenco principal de la serie A Sea of Her Own, donde dio vida a Kim Sun-woo, hasta el final de la serie en agosto del 2017.
En mayo del mismo año tuvo una aparición especial en la serie Circle, donde interpretó a un agente del cuarto control central de los Non-Humans.
Desde septiembre del mismo año aparece en la serie Temperature of Love, donde interpreta a Lee Sung-jae, hasta ahora.
En enero del 2019 se unió al elenco recurrente de la serie Liver or Die ,donde dio vida a Kang Yeol-han, un colega y ex-novio de Lee Jeong-sang (Jeon Hye-bin).

## Filmografía

### Series de televisión
| Año  | Título                        | Personaje             | Notas                              |
| ---- | ----------------------------- | --------------------- | ---------------------------------- |
| 2021 | The Witch's Diner             | Young Choon (Tom Kim) | 5 episodios - (aparición especial) |
| 2021 | Nevertheless                  | Yoo Hyeon-woo         | ep. #1 - (aparición especial)      |
| 2019 | A Place in the Sun            | Choi Gwang-il         | 102 episodios                      |
| 2019 | Liver or Die                  | Kang Yeol-han         | -                                  |
| 2018 | My Contracted Husband, Mr. Oh | Oh Byung-cheol        | -                                  |
| 2018 | Grand Prince                  | Kim Kwan              | -                                  |
| 2017 | Temperature of Love           | Lee Sung-jae          | -                                  |
| 2017 | Circle                        | Agente                | -                                  |
| 2017 | A Sea of Her Own              | Kim Sun-woo           | -                                  |
| 2016 | 1% of Anything                | Jung Sun-woo          | -                                  |
| 2016 | Doctor Crush                  | Hwangbo Tae-yang      | -                                  |
| 2015 | The Man in the Mask           | Kim Ki-tae            | -                                  |
| 2014 | Gap Dong                      | Detective             | -                                  |
| 2012 | Feast of the Gods             | -                     | -                                  |

### Películas
| Año  | Título      | Personaje | Notas                                                                                       |
| ---- | ----------- | --------- | ------------------------------------------------------------------------------------------- |
| 2017 | The Outlaws | -         | junto a Ma Dong-seok, Yoon Kye-sang, Jo Jae-yun, Im Hyung-joon, Choi Gwi-hwa y Heo Sung-tae |

## Premios y nominaciones
| Año  | Categoría      | Premio            | Trabajo      | Resultado |
| ---- | -------------- | ----------------- | ------------ | --------- |
| 2019 | Best New Actor | Korea Drama Award | Liver or Die | pendiente |